# Polyscias crassa
Polyscias crassa е вид растение от семейство Araliaceae. Видът е световно застрашен, със статут Уязвим.

## Разпространение
Разпространен е в Сейшели.